# قدم برداشتن روی سیم (ترانه)
«قدم برداشتن روی سیم» (انگلیسی: Walking the Wire) ترانه‌ای از گروه موسیقی پاپ راک آمریکایی ایمجین درگنز است. سرایش ترانه برعهده اعضای گروه و جاستین ترانتر با تهیه‌کننده‌اش متمن اند رابین بوده‌است. این ترانه در ۲۶ ژوئن ۲۰۱۷ به‌عنوان سومین تک‌آهنگ تبلیغاتی برای سومین آلبوم استودیویی‌شان تکامل برای فروشگاه موسیقی برخط منتشر شد.